# Kvalspelet till U21-Europamästerskapet i fotboll 2023 (grupp G)
Kvalspelet till U21-Europamästerskapet i fotboll 2023 (grupp G) bestod av sex lag: England, Tjeckien, Slovenien, Albanien, Kosovo och Andorra. Lagindelningen i de nio grupperna i gruppspelet bestämdes genom en lottning på Uefas högkvarter i Nyon, Schweiz den 28 januari 2021.

## Tabell
| Nr | Lag       | S  | V | O | F  | GM | IM | MS  | P  |
| -- | --------- | -- | - | - | -- | -- | -- | --- | -- |
| 1  | England   | 10 | 8 | 1 | 1  | 26 | 7  | +19 | 25 |
| 2  | Tjeckien  | 10 | 7 | 1 | 2  | 23 | 6  | +17 | 22 |
| 3  | Slovenien | 10 | 4 | 4 | 2  | 11 | 7  | +4  | 16 |
| 4  | Kosovo    | 10 | 3 | 3 | 4  | 8  | 13 | −5  | 12 |
| 5  | Albanien  | 10 | 3 | 1 | 6  | 9  | 17 | −8  | 10 |
| 6  | Andorra   | 10 | 0 | 0 | 10 | 1  | 28 | −27 | 0  |

## Matcher
|             | 4 juni 2021 | Andorra | 0 – 3           | Albanien                                                          | Estadi Nacional                                              |                                                              |
| 18:00 UTC+2 | 18:00 UTC+2 |         | (0 – 2) Rapport | 17′ Armando Broja 43′ (str.) Anis Mehmeti 62′ (sjm.) Iker Álvarez | Andorra la Vella Publik: 185 Domare: Amin Kurgheli (Belarus) | Andorra la Vella Publik: 185 Domare: Amin Kurgheli (Belarus) |
| 18:00 UTC+2 | 18:00 UTC+2 |         |                 |                                                                   | Andorra la Vella Publik: 185 Domare: Amin Kurgheli (Belarus) | Andorra la Vella Publik: 185 Domare: Amin Kurgheli (Belarus) |
| 18:00 UTC+2 | 18:00 UTC+2 |         |                 |                                                                   | Andorra la Vella Publik: 185 Domare: Amin Kurgheli (Belarus) | Andorra la Vella Publik: 185 Domare: Amin Kurgheli (Belarus) |

|             | 8 juni 2021 | Kosovo                            | 2 – 0           | Andorra | Fadil Vokrri Stadium                                  |                                                       |
| 18:00 UTC+2 | 18:00 UTC+2 | Dion Berisha 82′ Mark Marleku 85′ | (0 – 0) Rapport |         | Pristina Publik: 0 Domare: Nikolas Neokleous (Cypern) | Pristina Publik: 0 Domare: Nikolas Neokleous (Cypern) |
| 18:00 UTC+2 | 18:00 UTC+2 |                                   |                 |         | Pristina Publik: 0 Domare: Nikolas Neokleous (Cypern) | Pristina Publik: 0 Domare: Nikolas Neokleous (Cypern) |
| 18:00 UTC+2 | 18:00 UTC+2 |                                   |                 |         | Pristina Publik: 0 Domare: Nikolas Neokleous (Cypern) | Pristina Publik: 0 Domare: Nikolas Neokleous (Cypern) |

|             | 2 september 2021 | Tjeckien         | 1 – 0           | Slovenien | Stadion Střelecký ostrov                                         |                                                                  |
| 18:00 UTC+2 | 18:00 UTC+2      | Martin Vitík 89′ | (0 – 0) Rapport |           | České Budějovice Publik: 1 552 Domare: Don Robertson (Skottland) | České Budějovice Publik: 1 552 Domare: Don Robertson (Skottland) |
| 18:00 UTC+2 | 18:00 UTC+2      |                  |                 |           | České Budějovice Publik: 1 552 Domare: Don Robertson (Skottland) | České Budějovice Publik: 1 552 Domare: Don Robertson (Skottland) |
| 18:00 UTC+2 | 18:00 UTC+2      |                  |                 |           | České Budějovice Publik: 1 552 Domare: Don Robertson (Skottland) | České Budějovice Publik: 1 552 Domare: Don Robertson (Skottland) |

|             | 6 september 2021 | Tjeckien                                                         | 4 – 0           | Albanien | Stadion Střelecký ostrov                                             |                                                                      |
| 18:00 UTC+2 | 18:00 UTC+2      | Tomáš Ostrák 7′ Daniel Fila 13′ Krystof Danek 32′ Pavel Šulc 83′ | (3 – 0) Rapport |          | České Budějovice Publik: 1 784 Domare: Julian Weinberger (Österrike) | České Budějovice Publik: 1 784 Domare: Julian Weinberger (Österrike) |
| 18:00 UTC+2 | 18:00 UTC+2      |                                                                  |                 |          | České Budějovice Publik: 1 784 Domare: Julian Weinberger (Österrike) | České Budějovice Publik: 1 784 Domare: Julian Weinberger (Österrike) |
| 18:00 UTC+2 | 18:00 UTC+2      |                                                                  |                 |          | České Budějovice Publik: 1 784 Domare: Julian Weinberger (Österrike) | České Budějovice Publik: 1 784 Domare: Julian Weinberger (Österrike) |

|             | 6 september 2021 | Andorra | 0 – 1           | Slovenien      | Estadi Nacional                                               |                                                               |
| 19:00 UTC+2 | 19:00 UTC+2      |         | (0 – 0) Rapport | 61′ Stojinović | Andorra la Vella Publik: 324 Domare: Petri Viljanen (Finland) | Andorra la Vella Publik: 324 Domare: Petri Viljanen (Finland) |
| 19:00 UTC+2 | 19:00 UTC+2      |         |                 |                | Andorra la Vella Publik: 324 Domare: Petri Viljanen (Finland) | Andorra la Vella Publik: 324 Domare: Petri Viljanen (Finland) |
| 19:00 UTC+2 | 19:00 UTC+2      |         |                 |                | Andorra la Vella Publik: 324 Domare: Petri Viljanen (Finland) | Andorra la Vella Publik: 324 Domare: Petri Viljanen (Finland) |

|             | 7 september 2021 | England                                   | 2 – 0           | Kosovo | Stadium MK                                                             |                                                                        |
| 19:00 UTC+2 | 19:00 UTC+2      | Rhian Brewster 10′ (str.) Cole Palmer 26′ | (2 – 0) Rapport |        | Milton Keynes Publik: 5 781 Domare: Kaarlo Oskari Hämäläinen (Finland) | Milton Keynes Publik: 5 781 Domare: Kaarlo Oskari Hämäläinen (Finland) |
| 19:00 UTC+2 | 19:00 UTC+2      |                                           |                 |        | Milton Keynes Publik: 5 781 Domare: Kaarlo Oskari Hämäläinen (Finland) | Milton Keynes Publik: 5 781 Domare: Kaarlo Oskari Hämäläinen (Finland) |
| 19:00 UTC+2 | 19:00 UTC+2      |                                           |                 |        | Milton Keynes Publik: 5 781 Domare: Kaarlo Oskari Hämäläinen (Finland) | Milton Keynes Publik: 5 781 Domare: Kaarlo Oskari Hämäläinen (Finland) |

|             | 7 oktober 2021 | Kosovo | 0 – 1           | Tjeckien         | Fadil Vokrri Stadium                                     |                                                          |
| 19:00 UTC+2 | 19:00 UTC+2    |        | (0 – 1) Rapport | 38′ Adam Gabriel | Pristina Publik: 300 Domare: Rauf Jabarov (Azerbajdzjan) | Pristina Publik: 300 Domare: Rauf Jabarov (Azerbajdzjan) |
| 19:00 UTC+2 | 19:00 UTC+2    |        |                 |                  | Pristina Publik: 300 Domare: Rauf Jabarov (Azerbajdzjan) | Pristina Publik: 300 Domare: Rauf Jabarov (Azerbajdzjan) |
| 19:00 UTC+2 | 19:00 UTC+2    |        |                 |                  | Pristina Publik: 300 Domare: Rauf Jabarov (Azerbajdzjan) | Pristina Publik: 300 Domare: Rauf Jabarov (Azerbajdzjan) |

|             | 7 oktober 2021 | Slovenien                              | 2 – 2           | England                            | Stadion Z'dežele                                                |                                                                 |
| 20:15 UTC+2 | 20:15 UTC+2    | Mark Španring 49′ Dušan Stojinović 66′ | (0 – 2) Rapport | 5′ Conor Gallagher 14′ Cole Palmer | Celje Publik: 457 Domare: Aristotelis Diamantopoulos (Grekland) | Celje Publik: 457 Domare: Aristotelis Diamantopoulos (Grekland) |
| 20:15 UTC+2 | 20:15 UTC+2    |                                        |                 |                                    | Celje Publik: 457 Domare: Aristotelis Diamantopoulos (Grekland) | Celje Publik: 457 Domare: Aristotelis Diamantopoulos (Grekland) |
| 20:15 UTC+2 | 20:15 UTC+2    |                                        |                 |                                    | Celje Publik: 457 Domare: Aristotelis Diamantopoulos (Grekland) | Celje Publik: 457 Domare: Aristotelis Diamantopoulos (Grekland) |

|             | 7 oktober 2021 | Albanien               | 2 – 0           | Andorra | Elbasan Arena                                       |                                                     |
| 19:00 UTC+2 | 19:00 UTC+2    | Ernest Muçi 36′, 90+2′ | (1 – 0) Rapport |         | Elbasan Publik: 100 Domare: Alex Troleis (Färöarna) | Elbasan Publik: 100 Domare: Alex Troleis (Färöarna) |
| 19:00 UTC+2 | 19:00 UTC+2    |                        |                 |         | Elbasan Publik: 100 Domare: Alex Troleis (Färöarna) | Elbasan Publik: 100 Domare: Alex Troleis (Färöarna) |
| 19:00 UTC+2 | 19:00 UTC+2    |                        |                 |         | Elbasan Publik: 100 Domare: Alex Troleis (Färöarna) | Elbasan Publik: 100 Domare: Alex Troleis (Färöarna) |

|             | 11 oktober 2021 | Albanien                              | 2 – 0           | Slovenien | Elbasan Arena                                            |                                                          |
| 18:30 UTC+2 | 18:30 UTC+2     | Bernard Karrica 53′ Armando Dobra 58′ | (0 – 0) Rapport |           | Elbasan Publik: 200 Domare: Bram Van Driessche (Belgien) | Elbasan Publik: 200 Domare: Bram Van Driessche (Belgien) |
| 18:30 UTC+2 | 18:30 UTC+2     |                                       |                 |           | Elbasan Publik: 200 Domare: Bram Van Driessche (Belgien) | Elbasan Publik: 200 Domare: Bram Van Driessche (Belgien) |
| 18:30 UTC+2 | 18:30 UTC+2     |                                       |                 |           | Elbasan Publik: 200 Domare: Bram Van Driessche (Belgien) | Elbasan Publik: 200 Domare: Bram Van Driessche (Belgien) |

|             | 11 oktober 2021 | Andorra | 0 – 1           | England              | Estadi Nacional                                                        |                                                                        |
| 20:00 UTC+2 | 20:00 UTC+2     |         | (0 – 0) Rapport | 67′ Emile Smith Rowe | Andorra la Vella Publik: 572 Domare: Igor Stojchevski (Nordmakedonien) | Andorra la Vella Publik: 572 Domare: Igor Stojchevski (Nordmakedonien) |
| 20:00 UTC+2 | 20:00 UTC+2     |         |                 |                      | Andorra la Vella Publik: 572 Domare: Igor Stojchevski (Nordmakedonien) | Andorra la Vella Publik: 572 Domare: Igor Stojchevski (Nordmakedonien) |
| 20:00 UTC+2 | 20:00 UTC+2     |         |                 |                      | Andorra la Vella Publik: 572 Domare: Igor Stojchevski (Nordmakedonien) | Andorra la Vella Publik: 572 Domare: Igor Stojchevski (Nordmakedonien) |

|             | 12 oktober 2021 | Tjeckien                                        | 3 – 0           | Kosovo | Stadion Střelecký ostrov                                      |                                                               |
| 18:00 UTC+2 | 18:00 UTC+2     | Václav Sejk 10′ Adam Gabriel 38′ Pavel Šulc 57′ | (2 – 0) Rapport |        | České Budějovice Publik: 2 439 Domare: Gal Leibovitz (Israel) | České Budějovice Publik: 2 439 Domare: Gal Leibovitz (Israel) |
| 18:00 UTC+2 | 18:00 UTC+2     |                                                 |                 |        | České Budějovice Publik: 2 439 Domare: Gal Leibovitz (Israel) | České Budějovice Publik: 2 439 Domare: Gal Leibovitz (Israel) |
| 18:00 UTC+2 | 18:00 UTC+2     |                                                 |                 |        | České Budějovice Publik: 2 439 Domare: Gal Leibovitz (Israel) | České Budějovice Publik: 2 439 Domare: Gal Leibovitz (Israel) |

|             | 11 november 2021 | England                                    | 3 – 1           | Tjeckien                | Turf Moor                                              |                                                        |
| 19:00 UTC+2 | 19:00 UTC+2      | Anthony Gordon 4′, 11′ Folarin Balogun 30′ | (3 – 1) Rapport | 40′ (str.) Adam Karabec | Burnley Publik: 6 507 Domare: Michael Fabbri (Italien) | Burnley Publik: 6 507 Domare: Michael Fabbri (Italien) |
| 19:00 UTC+2 | 19:00 UTC+2      |                                            |                 |                         | Burnley Publik: 6 507 Domare: Michael Fabbri (Italien) | Burnley Publik: 6 507 Domare: Michael Fabbri (Italien) |
| 19:00 UTC+2 | 19:00 UTC+2      |                                            |                 |                         | Burnley Publik: 6 507 Domare: Michael Fabbri (Italien) | Burnley Publik: 6 507 Domare: Michael Fabbri (Italien) |

|             | 12 november 2021 | Slovenien                                    | 3 – 0           | Albanien | Bonifika Stadium                                |                                                 |
| 18:00 UTC+2 | 18:00 UTC+2      | David Flakus Bosilj 7′, 75′ Aljoša Matko 24′ | (2 – 0) Rapport |          | Koper Publik: 320 Domare: Rob Hennessy (Irland) | Koper Publik: 320 Domare: Rob Hennessy (Irland) |
| 18:00 UTC+2 | 18:00 UTC+2      |                                              |                 |          | Koper Publik: 320 Domare: Rob Hennessy (Irland) | Koper Publik: 320 Domare: Rob Hennessy (Irland) |
| 18:00 UTC+2 | 18:00 UTC+2      |                                              |                 |          | Koper Publik: 320 Domare: Rob Hennessy (Irland) | Koper Publik: 320 Domare: Rob Hennessy (Irland) |

|             | 16 november 2021 | Slovenien     | 1 – 1           | Tjeckien           | Bonifika Stadium                                  |                                                   |
| 18:00 UTC+2 | 18:00 UTC+2      | David Zec 32′ | (1 – 0) Rapport | 59′ Tomáš Čvančara | Koper Publik: 320 Domare: Bojan Pandžić (Sverige) | Koper Publik: 320 Domare: Bojan Pandžić (Sverige) |
| 18:00 UTC+2 | 18:00 UTC+2      |               |                 |                    | Koper Publik: 320 Domare: Bojan Pandžić (Sverige) | Koper Publik: 320 Domare: Bojan Pandžić (Sverige) |
| 18:00 UTC+2 | 18:00 UTC+2      |               |                 |                    | Koper Publik: 320 Domare: Bojan Pandžić (Sverige) | Koper Publik: 320 Domare: Bojan Pandžić (Sverige) |

|             | 16 november 2021 | Kosovo                                   | 2 – 1           | Albanien            | Fadil Vokrri Stadium                                       |                                                            |
| 19:00 UTC+2 | 19:00 UTC+2      | Erolind Krasniqi 66′ Arlind Sejdiu 90+2′ | (0 – 0) Rapport | 58′ Bernard Karrica | Pristina Publik: 600 Domare: Trustin Farrugia Cann (Malta) | Pristina Publik: 600 Domare: Trustin Farrugia Cann (Malta) |
| 19:00 UTC+2 | 19:00 UTC+2      |                                          |                 |                     | Pristina Publik: 600 Domare: Trustin Farrugia Cann (Malta) | Pristina Publik: 600 Domare: Trustin Farrugia Cann (Malta) |
| 19:00 UTC+2 | 19:00 UTC+2      |                                          |                 |                     | Pristina Publik: 600 Domare: Trustin Farrugia Cann (Malta) | Pristina Publik: 600 Domare: Trustin Farrugia Cann (Malta) |

|             | 25 mars 2022 | Kosovo | 0 – 0   | Slovenien | Fadil Vokrri Stadium                                 |                                                      |
| 18:00 UTC+2 | 18:00 UTC+2  |        | Rapport |           | Pristina Publik: 600 Domare: Ian McNabb (Nordirland) | Pristina Publik: 600 Domare: Ian McNabb (Nordirland) |
| 18:00 UTC+2 | 18:00 UTC+2  |        |         |           | Pristina Publik: 600 Domare: Ian McNabb (Nordirland) | Pristina Publik: 600 Domare: Ian McNabb (Nordirland) |
| 18:00 UTC+2 | 18:00 UTC+2  |        |         |           | Pristina Publik: 600 Domare: Ian McNabb (Nordirland) | Pristina Publik: 600 Domare: Ian McNabb (Nordirland) |

|             | 25 mars 2022 | Albanien | 0 – 1           | Tjeckien                | Elbasan Arena                                                         |                                                                       |
| 19:00 UTC+2 | 19:00 UTC+2  |          | (0 – 1) Rapport | 35′ (sjm.) Sergio Kalaj | Elbasan Publik: 700 Domare: Antonio Emanuel Carvalho Nobre (Portugal) | Elbasan Publik: 700 Domare: Antonio Emanuel Carvalho Nobre (Portugal) |
| 19:00 UTC+2 | 19:00 UTC+2  |          |                 |                         | Elbasan Publik: 700 Domare: Antonio Emanuel Carvalho Nobre (Portugal) | Elbasan Publik: 700 Domare: Antonio Emanuel Carvalho Nobre (Portugal) |
| 19:00 UTC+2 | 19:00 UTC+2  |          |                 |                         | Elbasan Publik: 700 Domare: Antonio Emanuel Carvalho Nobre (Portugal) | Elbasan Publik: 700 Domare: Antonio Emanuel Carvalho Nobre (Portugal) |

|             | 25 mars 2022 | England                                                                       | 4 – 1           | Andorra          | Dean Court                                                   |                                                              |
| 19:45 UTC+2 | 19:45 UTC+2  | Folarin Balogun 6′ Jacob Ramsey 34′ Morgan Gibbs-White 54′ Anthony Gordon 80′ | (2 – 0) Rapport | 63′ Albert Rosas | Bournemouth Publik: 8 852 Domare: Jasmin Sabotic (Luxemburg) | Bournemouth Publik: 8 852 Domare: Jasmin Sabotic (Luxemburg) |
| 19:45 UTC+2 | 19:45 UTC+2  |                                                                               |                 |                  | Bournemouth Publik: 8 852 Domare: Jasmin Sabotic (Luxemburg) | Bournemouth Publik: 8 852 Domare: Jasmin Sabotic (Luxemburg) |
| 19:45 UTC+2 | 19:45 UTC+2  |                                                                               |                 |                  | Bournemouth Publik: 8 852 Domare: Jasmin Sabotic (Luxemburg) | Bournemouth Publik: 8 852 Domare: Jasmin Sabotic (Luxemburg) |

|             | 25 mars 2022 | England                                                                       | 4 – 1           | Andorra          | Dean Court                                                   |                                                              |
| 19:45 UTC+2 | 19:45 UTC+2  | Folarin Balogun 6′ Jacob Ramsey 34′ Morgan Gibbs-White 54′ Anthony Gordon 80′ | (2 – 0) Rapport | 63′ Albert Rosas | Bournemouth Publik: 8 852 Domare: Jasmin Sabotic (Luxemburg) | Bournemouth Publik: 8 852 Domare: Jasmin Sabotic (Luxemburg) |
| 19:45 UTC+2 | 19:45 UTC+2  |                                                                               |                 |                  | Bournemouth Publik: 8 852 Domare: Jasmin Sabotic (Luxemburg) | Bournemouth Publik: 8 852 Domare: Jasmin Sabotic (Luxemburg) |
| 19:45 UTC+2 | 19:45 UTC+2  |                                                                               |                 |                  | Bournemouth Publik: 8 852 Domare: Jasmin Sabotic (Luxemburg) | Bournemouth Publik: 8 852 Domare: Jasmin Sabotic (Luxemburg) |

|             | 29 mars 2022 | Slovenien | 0 – 0   | Kosovo | Ljudski vrt                                                 |                                                             |
| 16:00 UTC+2 | 16:00 UTC+2  |           | Rapport |        | Maribor Publik: 437 Domare: Ioannis Papadopoulos (Grekland) | Maribor Publik: 437 Domare: Ioannis Papadopoulos (Grekland) |
| 16:00 UTC+2 | 16:00 UTC+2  |           |         |        | Maribor Publik: 437 Domare: Ioannis Papadopoulos (Grekland) | Maribor Publik: 437 Domare: Ioannis Papadopoulos (Grekland) |
| 16:00 UTC+2 | 16:00 UTC+2  |           |         |        | Maribor Publik: 437 Domare: Ioannis Papadopoulos (Grekland) | Maribor Publik: 437 Domare: Ioannis Papadopoulos (Grekland) |

|             | 29 mars 2022 | Andorra | 0 – 3           | Tjeckien                             | Estadi Nacional                                                  |                                                                  |
| 18:00 UTC+2 | 18:00 UTC+2  |         | (0 – 2) Rapport | 6′ Adam Karabec 10′, 56′ Daniel Fila | Andorra la Vella Publik: 250 Domare: Matthew De Gabriele (Malta) | Andorra la Vella Publik: 250 Domare: Matthew De Gabriele (Malta) |
| 18:00 UTC+2 | 18:00 UTC+2  |         |                 |                                      | Andorra la Vella Publik: 250 Domare: Matthew De Gabriele (Malta) | Andorra la Vella Publik: 250 Domare: Matthew De Gabriele (Malta) |
| 18:00 UTC+2 | 18:00 UTC+2  |         |                 |                                      | Andorra la Vella Publik: 250 Domare: Matthew De Gabriele (Malta) | Andorra la Vella Publik: 250 Domare: Matthew De Gabriele (Malta) |

|             | 29 mars 2022 | Albanien | 0 – 3           | England                                   | Elbasan Arena                                        |                                                      |
| 20:45 UTC+2 | 20:45 UTC+2  |          | (0 – 0) Rapport | 47′, 62′ Folarin Balogun 51′ Curtis Jones | Elbasan Publik: 700 Domare: Kaspar Sjöberg (Sverige) | Elbasan Publik: 700 Domare: Kaspar Sjöberg (Sverige) |
| 20:45 UTC+2 | 20:45 UTC+2  |          |                 |                                           | Elbasan Publik: 700 Domare: Kaspar Sjöberg (Sverige) | Elbasan Publik: 700 Domare: Kaspar Sjöberg (Sverige) |
| 20:45 UTC+2 | 20:45 UTC+2  |          |                 |                                           | Elbasan Publik: 700 Domare: Kaspar Sjöberg (Sverige) | Elbasan Publik: 700 Domare: Kaspar Sjöberg (Sverige) |

|             | 3 juni 2022 | Tjeckien        | 1 – 2           | England                               | Stadion Střelecký ostrov                                         |                                                                  |
| 18:00 UTC+2 | 18:00 UTC+2 | Daniel Fila 88′ | (0 – 1) Rapport | 22′ Emile Smith Rowe 46′ Jacob Ramsey | České Budějovice Publik: 5 654 Domare: Miloš Milanović (Serbien) | České Budějovice Publik: 5 654 Domare: Miloš Milanović (Serbien) |
| 18:00 UTC+2 | 18:00 UTC+2 |                 |                 |                                       | České Budějovice Publik: 5 654 Domare: Miloš Milanović (Serbien) | České Budějovice Publik: 5 654 Domare: Miloš Milanović (Serbien) |
| 18:00 UTC+2 | 18:00 UTC+2 |                 |                 |                                       | České Budějovice Publik: 5 654 Domare: Miloš Milanović (Serbien) | České Budějovice Publik: 5 654 Domare: Miloš Milanović (Serbien) |

|             | 4 juni 2022 | Andorra | 0 – 3           | Kosovo                                                         | Estadi Nacional                                             |                                                             |
| 18:00 UTC+2 | 18:00 UTC+2 |         | (0 – 1) Rapport | 11′ (str.) Valmir Veliu 52′ Leard Sadriu 54′ Kreshnik Krasniqi | Andorra la Vella Publik: 522 Domare: Sandi Putros (Danmark) | Andorra la Vella Publik: 522 Domare: Sandi Putros (Danmark) |
| 18:00 UTC+2 | 18:00 UTC+2 |         |                 |                                                                | Andorra la Vella Publik: 522 Domare: Sandi Putros (Danmark) | Andorra la Vella Publik: 522 Domare: Sandi Putros (Danmark) |
| 18:00 UTC+2 | 18:00 UTC+2 |         |                 |                                                                | Andorra la Vella Publik: 522 Domare: Sandi Putros (Danmark) | Andorra la Vella Publik: 522 Domare: Sandi Putros (Danmark) |

|             | 7 juni 2022 | England                                     | 3 – 0           | Albanien | Chesterfield FC Stadium                                            |                                                                    |
| 19:45 UTC+2 | 19:45 UTC+2 | Folarin Balogun 45′, 66′ Cameron Archer 77′ | (1 – 0) Rapport |          | Chesterfield Publik: 4 422 Domare: Ivar Orri Kristjansson (Island) | Chesterfield Publik: 4 422 Domare: Ivar Orri Kristjansson (Island) |
| 19:45 UTC+2 | 19:45 UTC+2 |                                             |                 |          | Chesterfield Publik: 4 422 Domare: Ivar Orri Kristjansson (Island) | Chesterfield Publik: 4 422 Domare: Ivar Orri Kristjansson (Island) |
| 19:45 UTC+2 | 19:45 UTC+2 |                                             |                 |          | Chesterfield Publik: 4 422 Domare: Ivar Orri Kristjansson (Island) | Chesterfield Publik: 4 422 Domare: Ivar Orri Kristjansson (Island) |

|             | 9 juni 2022 | Slovenien                           | 2 – 0           | Andorra | Stanko Mlakar Stadium                                 |                                                       |
| 18:00 UTC+2 | 18:00 UTC+2 | Dušan Stojinović 22′ Tjaš Begić 62′ | (1 – 0) Rapport |         | Kranj Publik: 270 Domare: Iwan Arwel Griffith (Wales) | Kranj Publik: 270 Domare: Iwan Arwel Griffith (Wales) |
| 18:00 UTC+2 | 18:00 UTC+2 |                                     |                 |         | Kranj Publik: 270 Domare: Iwan Arwel Griffith (Wales) | Kranj Publik: 270 Domare: Iwan Arwel Griffith (Wales) |
| 18:00 UTC+2 | 18:00 UTC+2 |                                     |                 |         | Kranj Publik: 270 Domare: Iwan Arwel Griffith (Wales) | Kranj Publik: 270 Domare: Iwan Arwel Griffith (Wales) |

|             | 10 juni 2022 | Kosovo | 0 – 5           | England                                                                           | Fadil Vokrri Stadium                                            |                                                                 |
| 20:00 UTC+2 | 20:00 UTC+2  |        | (0 – 2) Rapport | 1′ Keane Lewis-Potter 13′ Anthony Gordon 52′, 72′ Archer 85′ (sjm.) Ilir Krasniqi | Pristina Publik: 4 000 Domare: Aleksandrs Anufrijevs (Lettland) | Pristina Publik: 4 000 Domare: Aleksandrs Anufrijevs (Lettland) |
| 20:00 UTC+2 | 20:00 UTC+2  |        |                 |                                                                                   | Pristina Publik: 4 000 Domare: Aleksandrs Anufrijevs (Lettland) | Pristina Publik: 4 000 Domare: Aleksandrs Anufrijevs (Lettland) |
| 20:00 UTC+2 | 20:00 UTC+2  |        |                 |                                                                                   | Pristina Publik: 4 000 Domare: Aleksandrs Anufrijevs (Lettland) | Pristina Publik: 4 000 Domare: Aleksandrs Anufrijevs (Lettland) |

|             | 13 juni 2022 | Tjeckien                                                                                        | 7 – 0           | Andorra | Městský fotbalový stadion Srbská                    |                                                     |
| 18:00 UTC+2 | 18:00 UTC+2  | Adam Karabec 12′, 34′ Adam Gabriel 16′ Václav Sejk 25′, 31′ Michal Ševčík 27′ Kryštof Daněk 55′ | (6 – 0) Rapport |         | Brno Publik: 1 679 Domare: Marcel Birsan (Rumänien) | Brno Publik: 1 679 Domare: Marcel Birsan (Rumänien) |
| 18:00 UTC+2 | 18:00 UTC+2  |                                                                                                 |                 |         | Brno Publik: 1 679 Domare: Marcel Birsan (Rumänien) | Brno Publik: 1 679 Domare: Marcel Birsan (Rumänien) |
| 18:00 UTC+2 | 18:00 UTC+2  |                                                                                                 |                 |         | Brno Publik: 1 679 Domare: Marcel Birsan (Rumänien) | Brno Publik: 1 679 Domare: Marcel Birsan (Rumänien) |

|             | 13 juni 2022 | Albanien          | 1 – 1           | Kosovo               | Elbasan Arena                                       |                                                     |
| 19:30 UTC+2 | 19:30 UTC+2  | Flamur Ruçi 90+5′ | (0 – 1) Rapport | 32′ Erolind Krasniqi | Elbasan Publik: 350 Domare: Marian Barbu (Rumänien) | Elbasan Publik: 350 Domare: Marian Barbu (Rumänien) |
| 19:30 UTC+2 | 19:30 UTC+2  |                   |                 |                      | Elbasan Publik: 350 Domare: Marian Barbu (Rumänien) | Elbasan Publik: 350 Domare: Marian Barbu (Rumänien) |
| 19:30 UTC+2 | 19:30 UTC+2  |                   |                 |                      | Elbasan Publik: 350 Domare: Marian Barbu (Rumänien) | Elbasan Publik: 350 Domare: Marian Barbu (Rumänien) |

|             | 13 juni 2022 | England              | 1 – 2           | Slovenien                                 | Kirklees Stadium                                             |                                                              |
| 19:45 UTC+2 | 19:45 UTC+2  | Cameron Archer 90+1′ | (0 – 1) Rapport | 1′ (sjm.) Djed Spence 65′ Mark Zabukovnik | Huddersfield Publik: 5 236 Domare: Krzysztof Jakubik (Polen) | Huddersfield Publik: 5 236 Domare: Krzysztof Jakubik (Polen) |
| 19:45 UTC+2 | 19:45 UTC+2  |                      |                 |                                           | Huddersfield Publik: 5 236 Domare: Krzysztof Jakubik (Polen) | Huddersfield Publik: 5 236 Domare: Krzysztof Jakubik (Polen) |
| 19:45 UTC+2 | 19:45 UTC+2  |                      |                 |                                           | Huddersfield Publik: 5 236 Domare: Krzysztof Jakubik (Polen) | Huddersfield Publik: 5 236 Domare: Krzysztof Jakubik (Polen) |

## Målskyttar
Det gjordes 78 mål på 30 matcher, vilket gav ett snitt på 2,6 mål per match.
6 mål
- Folarin Balogun

4 mål
- Daniel Fila
- Adam Karabec
- Cameron Archer
- Anthony Gordon

3 mål
- Adam Gabriel
- Václav Sejk
- Dušan Stojinović

2 mål
- Bernard Karrica
- Ernest Muçi
- Kryštof Daněk
- Pavel Šulc
- Cole Palmer
- Jacob Ramsey
- Emile Smith Rowe
- Erolind Krasniqi
- David Flakus Bosilj

1 mål
- Armando Broja
- Armando Dobra
- Anis Mehmeti
- Flamur Ruçi
- Albert Rosas
- Tomáš Čvančara
- Tomáš Ostrák
- Michal Ševčík
- Martin Vitík
- Rhian Brewster
- Conor Gallagher
- Morgan Gibbs-White
- Curtis Jones
- Keane Lewis-Potter
- Dion Berisha
- Kreshnik Krasniqi
- Mark Marleku
- Leard Sadriu
- Arlind Sejdiu
- Valmir Veliu
- Tjaš Begić
- Aljoša Matko
- Mark Španring
- Mark Zabukovnik
- David Zec

1 självmål
- Sergio Kalaj (mot Tjeckien)
- Iker (mot Albanien)
- Djed Spence (mot Slovenien)
- Ilir Krasniqi (mot England)